# NGC 461
NGC 461 là một thiên hà xoắn ốc thuộc loại SAB (s) c nằm trong chòm sao Ngọc Phu. Nó được phát hiện vào ngày 25 tháng 9 năm 1834 bởi John Herschel. Nó được Dreyer mô tả là "khá sáng, tròn, dần dần sáng hơn một chút (có lẽ sai 1 °?). " 